# لاریسا ساوکینا
لاریسا ساوکینا (روسی: Лариса Михайловна Савкина؛ زادهٔ ۸ فوریه ۱۹۵۵) بازیکن هندبال اهل اتحاد جماهیر شوروی سوسیالیستی بود.